# Gonzar (Lugo)
Gonzar (llamada oficialmente Santa María de Gonzar) es una parroquia y una aldea española del municipio de Puertomarín, en la provincia de Lugo, Galicia.

## Organización territorial
La parroquia está formada por tres entidades de población:

### Entidades de población
Entidades de población que forman parte de la parroquia:
- Gonzar
- Toxibó

### Despoblado
Despoblado que forma parte de la parroquia:
- A Ferrería

## Demografía

### Parroquia
| Gráfica de evolución demográfica de Gonzar (parroquia) entre 2000 y 2020 |
|                                                                          |
| Datos según el nomenclátor publicado por el INE.                         |

### Aldea
| Gráfica de evolución demográfica de Gonzar (aldea) entre 2000 y 2020 |
|                                                                      |
| Datos según el nomenclátor publicado por el INE.                     |